# Crassigyrinus
Crassigyrinus es un género extinto representado por una única especie de tetrápodo que vivió en el período Carbonífero, en lo que hoy es Escocia. Crassigyrinus poseía un cuerpo alargado, midiendo 1,5 metros aproximadamente. Presentaba unas extremidades muy reducidas y un húmero de tan solo 35 milímetros. 

## En la cultura popular
Un Crassigynirus scoticus aparece en un episodio de la miniserie Parque prehistórico, en el cual el presentador Nigel Marven lo apoda "monstruo del pantano".